# 釼持誠
釼持 誠（けんもち まこと、1960年8月3日 - ）（剣持 誠、剱持 誠、劔持 誠）は、日本のスタントコーディネーターである。スタントマンや俳優、特撮番組のスーツアクターとしても活動。血液型はB型。趣味・特技は、ダンス、スポーツ、映画鑑賞。
ケン・スタントクリエーション（KSC)代表。元ジャパンアクションエンタープライズ（JAC）所属。

## 出演作品

### 特撮（出演）
特に記述がないものはスーツアクターとして参加。
- バトルフィーバーJ - バトルコサック[3]
- 太陽戦隊サンバルカン
- 大戦隊ゴーグルファイブ
- 宇宙刑事ギャバン
- 科学戦隊ダイナマン
- 宇宙刑事シャリバン
- 超電子バイオマン - グリーンツー[4]、メッツラー[5] 役
- 超人機メタルダー - 暴魂トップガンダー、凱聖クールギン 役ほか
- 世界忍者戦ジライヤ - 祭忍ギュウマ 役
- 仮面ライダーBLACK 第4・5・6話
- 特救指令ソルブレイン 第18話

### テレビドラマ（出演）
- 必殺剣劇人 (第2話 水夫）
- 柳生あばれ旅
- 影の軍団II（第19話）
- 文吾捕物帳 第23話「ほくろ悪女いい女」（1982年）
- セーラー服反逆同盟（第20話）
- 桃太郎侍（第258話）
- 火災調査官・紅蓮次郎(7)(スタント）
- 辻真先の婚約旅行殺人事件シリーズ2 瀬戸内海婚約旅行殺人事件 淡路人形に狙われた女系家族（土曜ワイド劇場）
- 剣客商売（第1シリーズ）（第6、10話）
- ランボー家の戦争 THE WAR OF THE RAMBOES
- 女系家族
- 木曜の怪談
- 天と地と〜黎明編
- 喧嘩屋右近

### 映画（出演）
- 忍者武芸帖 百地三太夫 (1980年) - 甲賀五忍D
- 吼えろ鉄拳 (1981年) - シャドー甲賀七
- 燃える勇者 (1981年) - 擬斗の相手
- 太陽戦隊サンバルカン
- 大戦隊ゴーグルファイブ
- 科学戦隊ダイナマン
- 超電子バイオマン（グリーンツー）
- 超人機メタルダー
- アンドロメディア
- 昭和鉄風伝 日本海 - 院内誠（鉄風隊隊員)
- 中国の鳥人
- 爆走!ムーンエンジェル -北へ
- 妖怪天国〜ゴースト・ヒーロー
- ドロップ・アウト しなやかな女豹
- Zero WOMAN II 警視庁0課の女
- この愛の物語

### 演劇（出演）
- 8匹の猫（1982年、豊島園 屋外舞台） - ブチ猫のカットビ 役
- ゆかいな海賊大冒険 （1983年、梅田コマ劇場）
- まわれエルドラド（1983年、豊島園 メリーゴーランドでのミュージカル）

## スタントコーディネート

### テレビドラマ（スタントコーディネート）
- アストロ球団
- リターンマッチ〜敗者復活戦〜
- 三億円事件 20世紀最後の謎
- 1ポンドの福音
- SPEED STAR (テレビドラマ)
- 西村京太郎サスペンス「冤罪II」
- ダブルスコア
- 日向夢子調停委員事件簿
- 姿三四郎（2007年版）
- 花ざかりの君たちへ〜イケメン♂パラダイス〜
- 役者魂!
- キミ犯人じゃないよね?
- 打撃天使ルリ
- ガリレオ
- どうぶつ119
- 未来遊園地
- 救命病棟24時(3)
- アンフェア
- 恋するトップレディ
- WATER BOYS2
- 宿命
- 女王の教室 エピソード2 〜悪魔降臨〜
- 太陽の季節（2002年版）
- 特別企画 終戦60周年記念 実録・小野田少尉 遅すぎた帰還
- くうねるところすむところ〜恋するニッカボッカ・ガール〜
- 松本清張スペシャル・蒼い描点
- 松本清張生誕100年スペシャル・夜光の階段
- らせん
- 全開ガール
- 境遇
- お天気お姉さん
- 俺の空
- 絶対彼氏
- メイちゃんの執事
- 赤い糸
- 東京DOGS
- イノセント・ラヴ
- 鹿男あをによし
- 謎解きはディナーのあとで
- 任侠ヘルパー
- サマーレスキュー〜天空の診療所〜
- ストロベリーナイト
- ろくでなしBLUES
- 家族ゲーム
- 松本清張 強き蟻
- アウトバーン マル暴の女刑事・八神瑛子
- 理想の息子
- 絶対零度
- ナサケの女
- アスコーマーチ
- 魔女裁判
- 交渉人〜THE NEGOTIATOR〜
- 黒革の手帖（米倉涼子）
- シバトラ
- CONTROL〜犯罪心理捜査〜
- ジョーカー 許されざる捜査官
- パンドラ（WOWOW）
- パンドラII（WOWOW）
- パンドラIII（WOWOW）
- パンドラ 永遠の命
- アリアドネの弾丸
- 49
- 山田くんと7人の魔女
- カラマーゾフの兄弟
- 鍵のかかった部屋
- 天誅〜闇の仕置人〜
- ラスト♡シンデレラ
- プラトニック
- 聖女
- 福家警部補の挨拶
- リーガル・ハイ
- リーガルハイ スペシャル
- ドクターX〜外科医・大門未知子〜
- すべてがFになる
- 僕のいた時間
- 福家警部補の挨拶
- SMOKING GUN〜決定的証拠〜
- アウトバーン
- 私は代行屋
- 水球ヤンキース
- 聖女
- HERO
- あすなろ三三七拍子
- 赤い霊柩車
- すべてがFになる
- ヒガンバナSP
- オリエント急行殺人事件
- ラギッド!
- 外科医 鳩村周五郎
- 学校のカイダン
- デート〜恋とはどんなものかしら〜
- ゴーストライター
- 火災調査官紅蓮次郎 シリーズ
- 世にも奇妙な物語
- 心がポキっとね
- 1ページの恋
- 京都南署鑑識ファイル シリーズ
- 司法教官 穂高美子 シリーズ
- 探偵の探偵
- デスノート
- 花咲舞が黙ってない
- リスクの神様
- 民王
- 恋仲
- アンフェア ダブルミーニング
- HEAT
- Fujiko
- 婚活刑事
- 偽装の夫婦
- 無痛
- デザイナーベイビー
- 海底の君へ
- サイレーン 刑事×彼女×完全悪女
- 黒蜥蜴
- 坊ちゃん
- ふなっしー探偵
- 嫌な女
- きんぴか
- 民王SP
- ドクターX SP
- フラジャイル
- サトラレ
- 叡古教授の事件簿
- ヒガンバナ〜警視庁捜査七課〜
- トットてれび
- OUR HOUSE
- 僕のヤバイ妻
- 希望ヶ丘の人びと
- 家売るオンナ
- 受験のシンデレラ
- ダメ父ちゃん、ヒーローになる! 崖っぷち!人情広告マン奮闘記
- キャリア〜掟破りの警察署長〜
- 黒い十人の女
- 実況される男
- テミスの剣
- 櫻子さんの足下には死体が埋まっている
- 僕たちがやりました
- 屋根裏の恋人
- 1942年のプレイボール
- 黒革の手帖（武井咲）
- 警視庁いきもの係
- BORDER 衝動～検視官 比嘉ミカ～
- BORDER 贖罪
- 雨が降ると君は優しい
- 黒井戸殺し
- BG～身辺警護人
- Missデビル 人事の悪魔・椿眞子
- 未解決の女 警視庁文書捜査官
- シグナル 長期未解決事件捜査班
- dele
- 高嶺の花
- 探偵が早すぎる
- リーガルV～元弁護士・小鳥遊翔子
- ドロ警－警視庁捜査三課－
- メゾン・ド・ポリス
- 後妻業
- ミラー・ツインズ
- 詐欺の子
- サトラレ
- 顔
- 絶叫（WOWOW）
- 未解決の女 警視庁文書捜査官緋色のシグナル～
- おしい刑事（U-NEXT）
- 緊急取調室
- そして、生きる（WOWOW）
- ヤヌスの鏡
- フジテレビ開局60周年特別企画 教場
- TWO WEEKS
- ドラマスペシャル 微笑む人
- 盤上の向日葵（U-NEXT）
- Wの悲劇（U-NEXT）
- 同期のサクラ
- ミス・ジコチョー〜天才・天ノ教授の調査ファイル〜
- 悪魔の手毬唄〜金田一耕助、ふたたび〜
- トップナイフ－天才脳外科医の条件
- ケイジとケンジ〜所轄と地検の24時〜
- パパがも一度恋をした
- BG～身辺警護人II
- 教場II
- 未解決の女 警視庁文書捜査官～seasonII
- 知ってるワイフ
- 35歳の少女
- 七人の秘書
- 七人の秘書SP
- ウチの娘は、彼氏が出来ない!!
- インフルエンス
- 江戸モアゼル
- 殴り愛・炎
- ハクタカ
- やっぱりおしい刑事
- 珈琲いかがでしょう？
- 桜の塔
- イチケイのカラス
- あのときキスしておけば
- ナイトドクター
- ボクの殺意が恋をした
- 金魚妻
- 漂着者
- 星から来たあなた
- プロミスシンデレラ
- 恋です!〜ヤンキー君と白杖ガール〜
- しもべえ
- 言霊荘
- DCU～手錠を持ったダイバー～
- 婚活探偵
- おいハンサム
- となりのチカラ
- 全力!クリーナーズ
- 復讐の未亡人
- 未来への10カウント
- 六本木クラス
- 家庭教師のトラコ
- 赤いナースコール
- 死神さん2
- クロサギ
- Sister
- ファーストペンギン!
- デブとラブと過ちと!
- Get Ready!
- 教場0
- 悪女について
- 合理的にあり得ない 〜探偵・上水流涼子の解明〜
- シッコウ!!〜犬と私と執行官〜
- ケイジとケンジ、時々ハンジ。
- ハヤブサ消防団
- 転職の魔王様
- ガラパゴス
- ペルソナの密告 3つの顔をもつ容疑者
- バンカケ〜警視庁自動車警ら隊
- ガラスの城
- 癒やしのお隣さんには秘密がある
- 何曜日に生まれたの
- ハイエナ
- たとえあなたを忘れても
- セクシー田中さん
- 闇バイト家族
- となりのナースエイド
- グレイトギフト
- 万博の太陽
- イップス

### 映画（スタントコーディネート）
- アンドロメディア
- ホワイトアウト
- 惚れたらあかん 代紋の掟
- 天使の牙.
- ジューンブライド 6月19日の花嫁
- ぼくたちと駐在さんの700日戦争
- ゴジラ2000 ミレニアム
- 東京タワー
- 電車男
- サイドカーに犬
- MW ムウ
- アンフェア the movie
- アンフェア the answer
- アンフェア the end
- 子宮の記憶
- 沈まぬ太陽
- ストロベリーナイト
- 赤い糸
- ホットロード
- 映画 謎解きはディナーのあとで
- カイジ 人生逆転ゲーム
- カイジ 人生奪回ゲーム
- 容疑者Xの献身
- 交渉人 THE MOVIE タイムリミット高度10,000mの頭脳戦
- キサラギ
- デスノート
- デスノート the Last name
- エイプリルフールズ
- 母と暮せば
- 高台家の人々
- 累-かさね-
- 劇場版 コード・ブルー -ドクターヘリ緊急救命-
- リカ〜自称28歳の純愛モンスター〜
- 劇場版 緊急取調室 THE FINAL
- なのに、千輝くんが甘すぎる。
- 変な家